# 阿巴拉契 (喬治亞州)
阿巴拉契（英語：Apalachee）是位於美國喬治亞州摩根縣的一個非建制地區。該地的面積和人口皆未知。

## 地理
阿巴拉契的座標為33°41′11″N 83°25′52″W / 33.68639°N 83.43111°W，而該地的平均海拔高度為196米（即643英尺）。